# Swift (rivière de Nouvelle-Zélande)
Pour les articles homonymes, voir Swift.
La rivière Swift (en anglais : Swift River) est un cours d'eau de la région de Canterbury dans l'Île du Sud de la Nouvelle-Zélande.

## Géographie
Elle s'écoule vers le sud à travers une vallée située entre les chaînes de "Black Hill Range" et de mont Hutt  pour atteindre la branche Nord du fleuve Ashburton à 25 km au nord-ouest de la ville de Methven.